# George Atwood
George Atwood född 1745 i Westminster, England, död 11 juli 1807 i Westminster, England var en brittisk matematiker och fysiker, som uppfann den Atwoodska fallmaskinen från 1784, vilken användes för att illustrera effekterna av Newtons rörelselagar. Han var också en berömd schackspelare vars skicklighet på att spela många egna spel och andra spelares, som François-André Danican Philidor, den ledande mästaren på sin tid, lämnade en värdefull historisk kunskap för kommande generationer.

## Biografi
Atwood gick på Westminster School och 1765 antogs han till Trinity College, Cambridge. Han utexaminerades 1769 och tilldelades det första Smithpriset. Därefter blev han fellow och handledare vid högskolan. År 1776 valdes han till ledamot av Royal Society of London.
År 1784 lämnade han Cambridge och fick kort därefter av William Pitt den yngre plats på patentkontoret, vilket krävde liten närvaro och gjorde det möjligt för honom att ägna en betydande del av sin tid åt matematik och fysik.
Atwood dog ogift i Westminster vid 61 års ålder och begravdes där i St. Margaret's Church.

## Utmärkelser
Över ett sekel senare döptes en månkrater om till Atwood till hans ära.

## Publikationer i urval

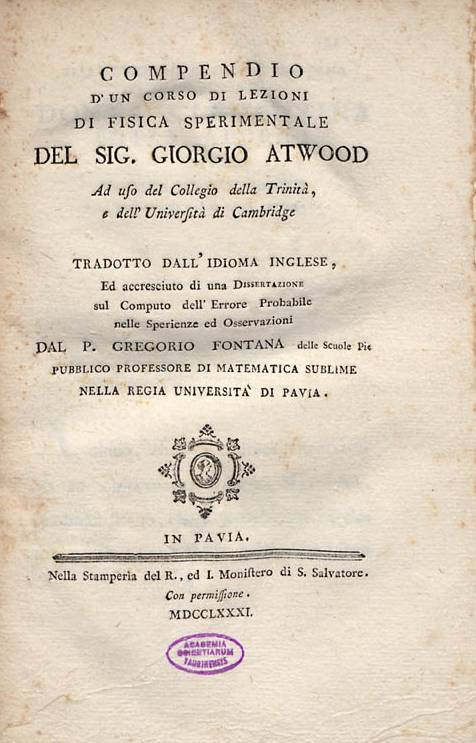
Italiensk översättning av Beskrivning av experimenten, avsedd att illustrera en kurs av föreläsningar, om principerna för naturfilosofi, 1781

Atwoods publicerade verk, exklusive papper som bidragit till  filosofiska transactions, för vilka han fick Copleymedaljen, är följande:
- Description of the experiments, intended to illustrate a course of lectures, on the principles of natural philosophy (på italienska). Pavia: Stamperia del Monastero di S. Salvatore <Pavia>. 1781.
- Analysis of a Course of Lectures on the Principles of Natural Philosophy (Cambridge, 1784).
- Treatise on the Rectilinear Motion and Rotation of Bodies (Cambridge, 1784), som visar några intressanta experiment, genom vilket mekaniska sanningar kan synliggöras och demonstreras, och beskriver bearbetning med maskin, namngiven efter Atwood, för att experimentellt verifiera lagarna av enkel acceleration av rörelse.
- Review of the Statutes and Ordinances of Assize which have been established in England from the 4th year of King John, 1202, to the 37th of his present Majesty (London, 1801), ett verk om viss historisk forskning.
- Dissertation on the Construction and Properties of Arches (London, 1801).
- Schackspel inspelade av Atwood publicerades postumt av George Walker i London 1835, under namnet Selection of Games at Chess, actually played by Philidor and his Contemporaries. Atwood var en av få mästare som kunde slå Verdoni ibland.